# Franz Starosson

Franz Starosson

Franz Starosson (* 3. Mai 1874 in Berlin; † 4. Juli 1919 in Rostock) war ein deutscher Politiker der SPD (Landtagsabgeordneter und Reichsparlamentarier).

## Leben
Wie schon sein Vater absolvierte er nach dem Besuch der Volksschule eine Ausbildung zum Friseur und arbeitete zunächst auch in diesem Beruf. Er engagierte sich in der Sozialistischen Arbeiterjugend und in der SPD. Ab 1898 war Franz Starosson als Redakteur, später als Chefredakteur der Volkszeitung in Rostock, Doberaner Straße 6, tätig. Von 1903 bis 1919 war er Mitglied der Rostocker Bürgervertretung. 1907 und 1912 kandidierte er erfolglos für den Reichstag. Franz Starosson gehörte von 1919 bis zu seinem Tod dem Landtag von Mecklenburg-Schwerin und der Weimarer Nationalversammlung an. 1918/19 bekleidete er das Amt des Staatsministers für Verkehr in Mecklenburg unter dem Ministerpräsidenten Hugo Wendorff. Infolge einer Krebserkrankung zog er sich 1919 dem politischen Leben zurück.
Starosson war auch als Autor tätig und verfasste verschiedene Theaterstücke, so zum Beispiel das Drama „Verflucht sei der Acker“.
Franz und Emma Starosson hatten drei Kinder, Gertrud, Liselotte und Alfred, der nach dem Zweiten Weltkrieg Minister für Handel und Versorgung im Land Mecklenburg war.

## Schriften
- Dokumente betreffend Umwälzung in Mecklenburg infolge der 1848er Revolution (= Beilage zur Mecklenburgischen Volks-Zeitung, ZDB-ID 646650-3). Dittrich, Rostock 1905.
- Landagitation. In: Die neue Zeit, Bd. 25,2 (1907), H. 27, S. 33–35 (online).
- Die Ansiedlung von Landarbeitern in Mecklenburg. In: Die neue Zeit. Bd. 26, 1, 1908, S. 658–661 (online).
- Mecklenburgisches. In: Die neue Zeit, 28,1 (1910), H. 8, S. 275–277 (online).
- Der Kommunalkonflikt in Rostock. In: Kommunale Praxis, Bd. 11 (1911), 46, S. 1444–1448.
- Innere Kolonisation in Mecklenburg. In: Die neue Zeit. Bd. 32, 2, 1914, ZDB-ID 201011-2, S. 76–78, online.
- zusammen mit Robert Nespital: "Verflucht sei der Acker...": Drama in 3 Akten. [Meckl. Volkszeitung], [Rostock] [um 1914].
- zusammen mit Robert Nespital: Willem Marten: Volksstück in 3 Akten. Mecklenburg. Volks-Zeitung, Rostock [ca. 1918].